# Andreas von Galizien
Andreas von Galizien oder Andreas von Halitsch, ungarisch András hercég (* um 1210, Königreich Ungarn; † 1233/34, Halitsch, Fürstentum Halitsch) war ein ungarischer Fürst von Halitsch (1227–1229 und 1231–1233).

## Leben
Andreas war der dritte Sohn von König Andreas II. von Ungarn und Gertrud von Meran-Andechs. 1218 sollte er Isabella, die Tochter von König Leo II. von Kilikien heiraten, um dort Thronfolger zu werden. König Leo starb jedoch bald darauf, und die Ehe kam nicht zustande.
1221 heiratete Andreas Maria, die Tochter von Fürst Mstislaw von Halitsch, nachdem dieser mit seinem Vater Andreas II. Frieden geschlossen hatte. 1226 bekam Andreas das Teilfürstentum Peremyschl von Mstislaw, 1227 das ganze Fürstentum Halitsch. Bald darauf plante Mstislaw jedoch, Halitsch mit Unterstützung von Fürst Daniel Romanowitsch von Galizien und den Polowzern zurückzuerobern, er starb jedoch 1228. Andreas hatte die Unterstützung der Bojaren, Daniel die der Bevölkerung. 
1229 besiegte Daniel Andreas und wurde Fürst von Halitsch. 1231 konnte Andreas das Fürstentum zurückerobern, wurde jedoch 1233 oder 1234 wieder von Daniel besiegt und starb kurz darauf.